# Blakîtne, Vîsokopillea
Blakîtne (în ucraineană Блакитне) este un sat în așezarea urbană Arhanhelske din raionul Vîsokopillea, regiunea Herson, Ucraina.

## Demografie
Componența lingvistică a localității Blakîtne
     Ucraineană (94,32%)
     Rusă (4,55%)
     Română (1,14%)
Conform recensământului din 2001, majoritatea populației localității Blakîtne era vorbitoare de ucraineană (94,32%), existând în minoritate și vorbitori de rusă (4,55%) și română (1,14%).